# Gokyo Ri
Gokyo Ri ou Pico Gokyo (5357 m de altitude) é uma montanha na região do Khumbu no Himalaia, Nepal. Está localizada no lado oeste da Geleira Ngozumpa, que é a maior geleira no Nepal, e tida como a maior do Himalaia.
Gokyo (4750 m, acima do nível do mar), na base do Gokyo Ri, é uma pequena aldeia de poucas casas de pedra, com diversas pousadas, é considerado um dos mais altos assentamentos do mundo. Do alto do Gokyo Ri é possível ver cinco dos picos superiores a 8000 metros – Monte Everest, Lhotse, Makalu, Kangchenjunga, e Cho Oyu. Os lagos Gokyo ficam na proximidade da montanha.
O trekking até Gokyo é uma rota bastante popular. A rota inicia em Namche Bazaar e termina em Gokyo Ri, os montanhistas normalmente retornam deste ponto refazendo seus passos de volta para o início da trilha. Há uma rota alternativa de montanhismo que começa perto da ponta sul da Geleira Ngozumpa e ao sul do lago Taujun, esta rota alternativa conduz para o leste sobre o passo de Cho La, 5420 m,  onde se reúne com a principal trilha que passando por Gorak Shep leva ao campo base do Monte Everest.

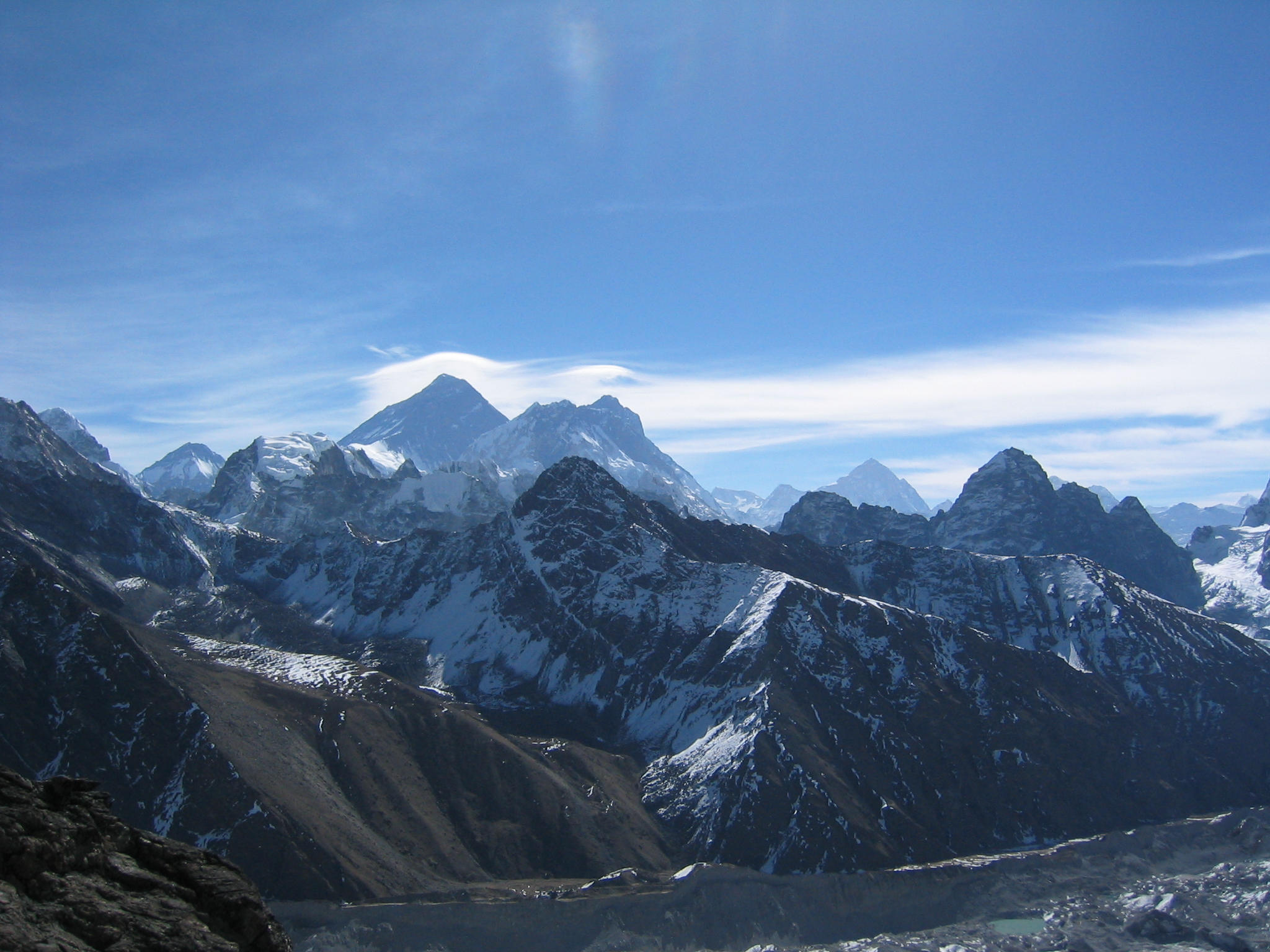
Everest, Lhotse e Makalu do cume do Gokyo Ri
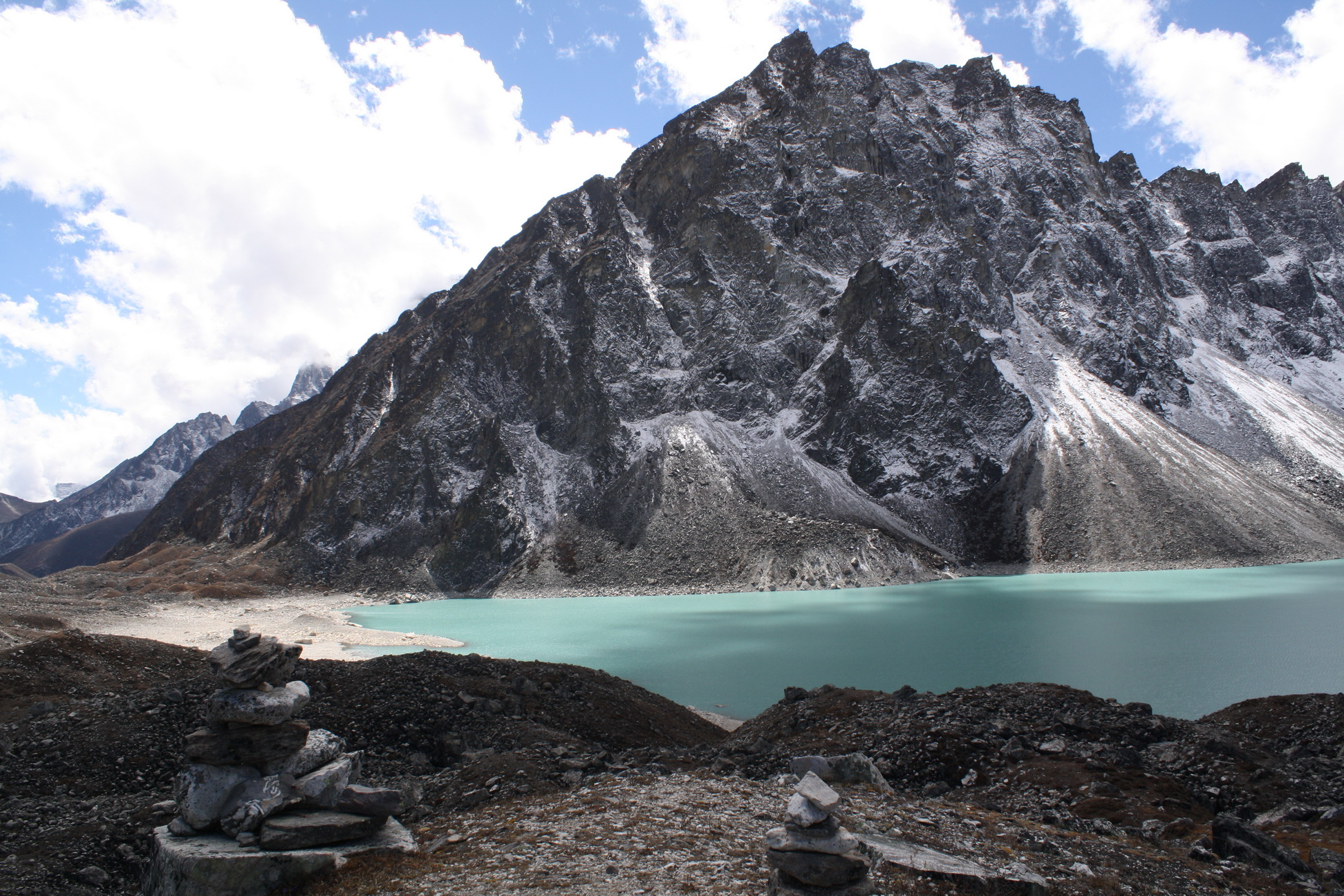
Gokyo Peak e o lago Thonak
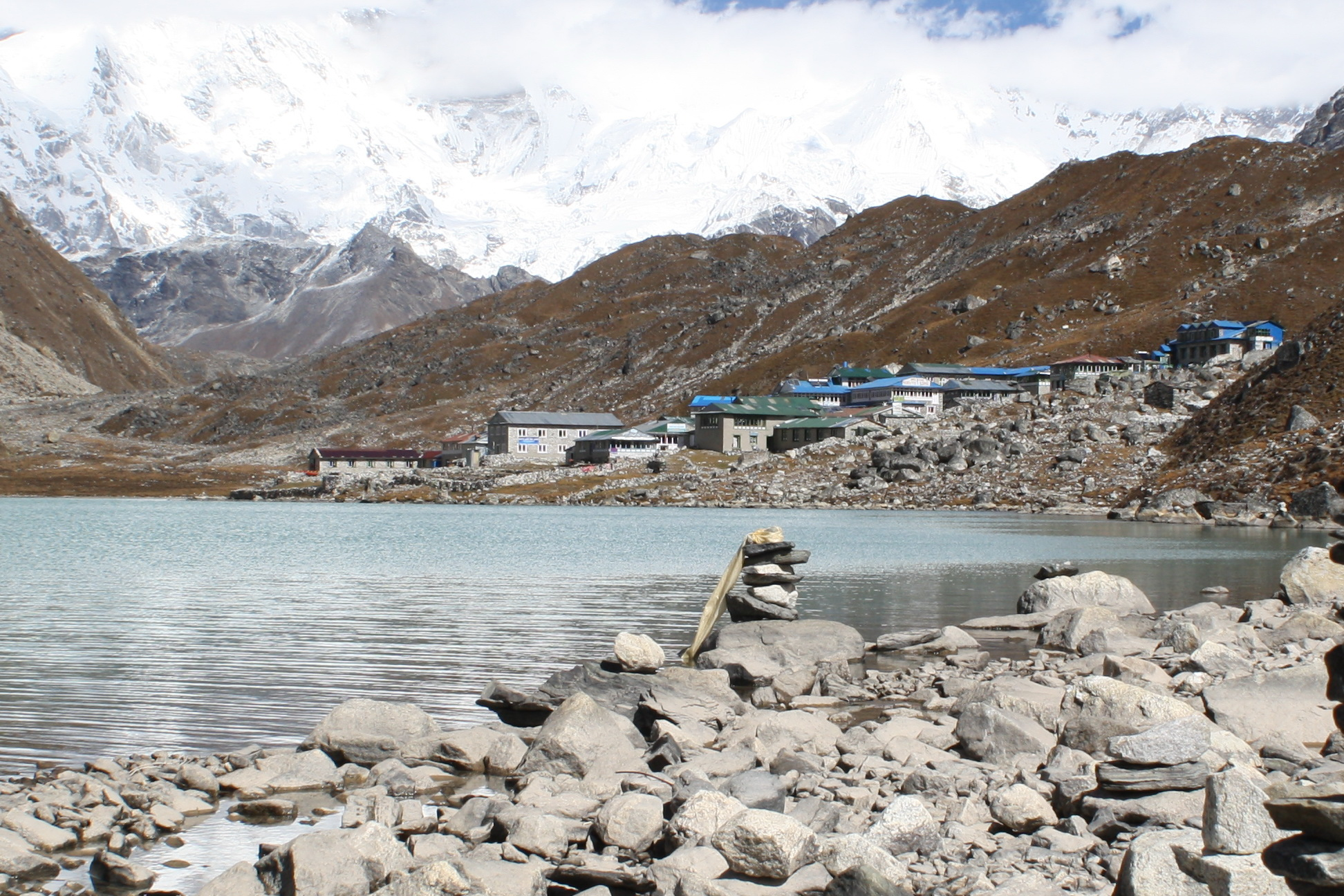
A aldeia de Gokyo e o lago Duth Pokhari
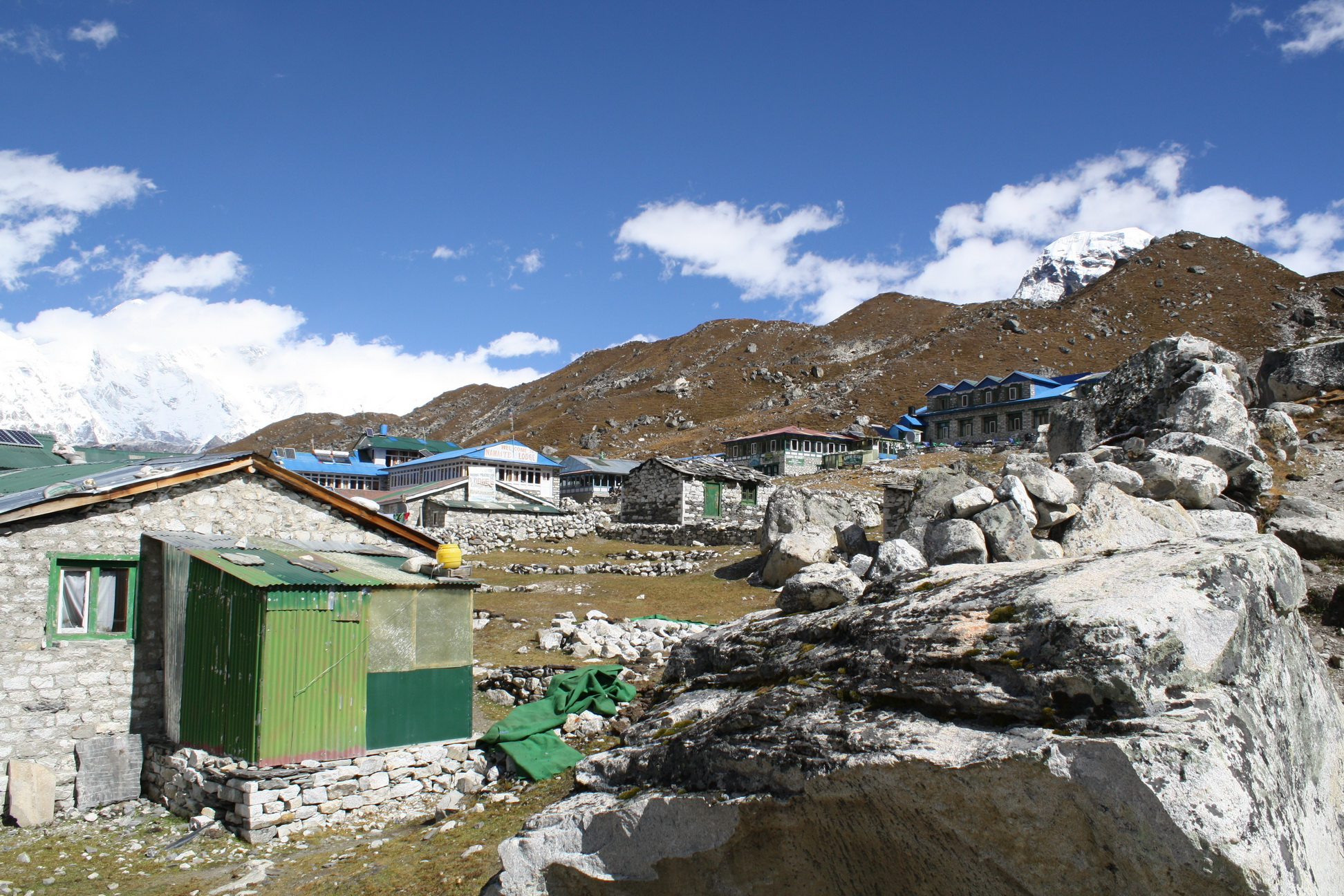
A aldeia de Gokyo